# ظهريرة ناميبية
ظهريرة ناميبية (الاسم العلمي:Notoedres namibiensis) هي نوع من الحيوانات يتبع جنس الظهريرة من الفصيلة القارمية.